# Builekun
Builekun (Builecon, Bui Lecun, Bilekun, Be-Lekun) ist eine osttimoresische Aldeia im Suco Balibo Vila (Verwaltungsamt Balibo, Gemeinde Bobonaro). 2015 lebten in der Aldeia 18 Menschen, zwischenzeitlich änderten sich die Grenzen der Aldeias, sodass die Einwohnerzahl heute größer sein dürfte.

## Geographie
Builekun liegt im Osten des Sucos Balibo Vila. Westlich befindet sich die Aldeia Amandato und nördlich die Aldeia Belola. Im Nordosten grenzt Builekun an den Suco Leolima und im Osten und Süden an den Suco Leohito. Der Laecouken, ein Quellfluss des Nunura, folgt in der Regenzeit der Nordgrenze zu Leolima.
Durch das Zentrum von Builekun führt die Straße von Balibo nach Leohito. An ihr befindet sich das Dorf Builekun und weiter östlich die Siedlung Aiasa, dessen Zentrum in Leohito liegt. Im Bergland im Süden befinden sich mehrere kleine Weiler, zu denen wenn nur kleine Straße führen.

## Politik
2023 wurde Nunu Amaral Maia zum Chefe de Aldeia gewählt.